# 潘端妃
康順端妃，亦稱為潘端妃 （1464年—1538年9月12日），浙江處州府青田縣人。潘雄志之女，明朝明憲宗朱見深之妃，皇十子榮莊王朱祐樞之生母。

## 生平
綜合《憲廟康順端妃壙誌》及《明實錄》的記載，潘端妃為浙江處州府青田縣人，父親潘雄志賜冠帶，母親為郭氏。天順八年三月二十九日（1464年5月5日）子時，潘氏出生。成化六年八月十三日（1470年9月7日），潘氏被選入內庭，「自幼恪遵宮訓，事我憲宗皇帝夙夜勤愼，無少愆違繇」，而且性情溫和賢惠，舉止端莊有禮，所以深受憲宗厚愛。成化二十一年十二月十七日（1486年1月22日），潘氏生皇十子榮莊王朱祐樞成化二十三年七月二十七日（1487年8月15日），以英國公張懋為正使，吏部尚書萬安為副使，持節冊封宸妃邵氏為貴妃，張氏（益端王朱祐槟、衡恭王朱祐楎與汝安王朱祐梈生母）為德妃，郭氏（永康公主生母）為惠妃，章氏（德清公主生母）為麗妃，姚氏（壽定王朱祐榰生母）為安妃，王氏（早夭皇子生母）為敬妃，唐氏為榮妃，楊氏（涇簡王朱祐橓、申懿王朱祐楷生母）為恭妃，潘氏為端妃，岳氏（仙游公主生母）為靜妃。嘉靖十年（1531年）四月，大學士張璁聘請景寧縣潘氏為繼室。錦衣衛指揮僉事潘餘慶聲稱與景寧潘氏同宗，認為與皇室聯姻者不得在京師做官。張璁因此上奏，列舉三支潘氏出身不同，並非同族。奏疏交給兵部之後，兵部亦認同張璁的說法。嘉靖帝下旨稱張璁無需迴避，同時又指出潘餘慶並非端妃的親族，冒認官職，又妄稱同宗，本應追究罪責，但考慮到他是榮王舉薦，暫且不予追究。嘉靖十七年八月二十日（1538年9月12日），潘端妃薨逝，享年七十五歲。初議出殯時靈柩從玄武門運出，後有旨改為西安門。嘉靖帝得知潘氏去世後，深感悲痛，停朝三天，並且賜二字謚號「康順」，稱為康順端妃。同年九月，大學士夏言陪同嘉靖帝秋祭皇陵。期間，嘉靖帝向夏言提及潘端妃因尚未安葬而未能進行祭祀，夏言回應說：「皇祖祭祀十六人，如靜僖榮妃以下六人，皆受皇帝厚養，得享天年，哀榮無憾。」嘉靖帝默然說：「端妃薨，皇祖恕已無矣。」嘉靖十八年三月十六日（1539年4月4日），潘端妃正式下葬。
《太常續考》称潘端妃与其他十二位妃俱葬金山口，共一墓。1963年，考古发掘镶红旗营妃嫔墓，七位明宪宗妃均是独立墓葬，业已被盗，棺椁破碎，尸骨失散。仅知其中有王顺妃三人，其余身份不详:431。未知，潘端妃是否在其中。